# Mircea Frățică
Mircea Frățică, född den 14 juli 1957 i Pogoanele, Rumänien, är en rumänsk judoutövare.
Frățică tog OS-brons i herrarnas halv mellanvikt i samband med de olympiska judotävlingarna 1984 i Los Angeles.